# Parangara campa
Parangara campa är en insektsart som beskrevs av Rehn, J.A.G. 1945. Parangara campa ingår i släktet Parangara och familjen vårtbitare. Inga underarter finns listade i Catalogue of Life.